# 第57回日本レコード大賞
第57回日本レコード大賞（だい57かいにほんレコードたいしょう）は、2015年（平成27年）12月30日に新国立劇場にて発表音楽会が開催された、57回目の『日本レコード大賞』である。
例年通り発表音楽会の模様はTBSテレビ並びにTBSラジオをキーステーションに全国で放送された。
ノミネート及び各賞発表は11月19日に主催者から発表された。

## 概要

### 概説
第57回の大賞は、三代目 J Soul Brothers from EXILE TRIBEの「Unfair World」に決定した。三代目 J Soul Brothers from EXILE TRIBEは2年連続2度目の受賞で、2連覇は第54回のAKB48以来3年ぶり史上7組目（男性ではEXILEに続いて3組目）。日本有線大賞とのW受賞は2008年のEXILE以来7年ぶり史上8組目。大賞受賞曲を発表したプレゼンターは前年に引き続き総合司会の安住紳一郎。
また、最優秀新人賞はハロー!プロジェクトに所属する女性アイドルグループのこぶしファクトリーが受賞。ハロー!プロジェクト所属（または過去に所属していた）グループの最優秀新人賞の受賞は、第52回のスマイレージ（現・アンジュルム）以来、5年ぶり4組目の受賞。プレゼンターは前年に引き続き総合司会の仲間由紀恵。
第2部（19:00 - 22:00）の視聴率は13.0%（ビデオリサーチ調べ、関東地区・世帯）。2006年に開催日を大晦日から12月30日に移行してから最低の数字を記録。

### 買収疑惑
大賞受賞の選考について、週刊文春2016年11月3日・秋の特大号において暴露記事「三代目JSBはレコード大賞を1億円で買った!」が掲載され、「年末のプロモーション業務委託書として」と書かれた1億円の請求書が公開される。翌週号の同誌において、日本作曲家協会会長・叶弦大が「このような事態になったことは大変遺憾で、主催者として大変申し訳なく思っています」と謝罪した。一方、三代目JSB側の関係者からの反応は無く、事実は不明となっている。
さらに、毎年、年末に前年度の「日本レコード大賞」「日本有線大賞」を放送してきたTBSチャンネルでは編成の兼ね合いも影響し、2015年度の回を放送を見合せる事態になってしまった。
他にも、2015年に審査委員を務める産経新聞も出来レース疑惑を指摘していた。

## 放送時間

### テレビ放送
- 18:30 - 22:00（JNN28局ネット）。
- テレビ山梨（UTY）、チューリップテレビ（TUT）、長崎放送（NBC）、琉球放送（RBC）を除き、17:30 - 18:30に『〜序章』も別途放送。

### ラジオ放送
- 18:30 - 22:00（JRN系列8局ネット）[7]
同時ネット局：TBSラジオ（製作局）、北海道放送、CBCラジオ、琉球放送
19:00飛び乗り：静岡放送・北陸放送・福井放送
19:10飛び乗り：大分放送
- 同時刻でTBSラジオ制作JRN系列で放送の『ザ・トップ5』はネット局への裏送り放送で対応。

## 司会

### 総合司会
- 安住紳一郎（TBSアナウンサー）
- 仲間由紀恵

### 進行アナウンサー
- 江藤愛（TBSアナウンサー）
- 吉田明世（TBSアナウンサー）

### リポーター
- 笹川友里（TBSアナウンサー）

### ラジオ放送進行
- 駒田健吾（TBSアナウンサー）[7]

## 受賞作品・受賞者一覧

### 日本レコード大賞
- 「Unfair World」
- 歌：三代目 J Soul Brothers from EXILE TRIBE
- 作詞：小竹正人
- 作曲・編曲：Mitsu.J
- プロデューサー：EXILE HIRO
- 所属事務所：LDH
- レコード会社：エイベックス・エンタテインメント

### 最優秀歌唱賞
- 松田聖子「永遠のもっと果てまで」他

### 最優秀新人賞
- こぶしファクトリー「ドスコイ!ケンキョにダイタン」

### 優秀作品賞（大賞ノミネート作品）
- AAA「愛してるのに、愛せない」
- 西内まりや「ありがとうForever...」
- 三代目 J Soul Brothers from EXILE TRIBE「Unfair World」
- 氷川きよし「愛しのテキーロ」
- 三山ひろし「お岩木山」
- 西野カナ「トリセツ」
- AKB48「僕たちは戦わない」
- きゃりーぱみゅぱみゅ「もんだいガール」
- 水森かおり「大和路の恋」
- ゲスの極み乙女「私以外私じゃないの」

### 新人賞（最優秀新人賞ノミネート）
- lol
- こぶしファクトリー
- 花岡なつみ
- 安田レイ

### 最優秀アルバム賞
- 「葡萄」サザンオールスターズ[8]

### 優秀アルバム賞
- 「Tree」SEKAI NO OWARI[8]
- 「Tint」大貫妙子と小松亮太[8]
- 「Bremen」米津玄師[8]
- 「Your TUBE+My TUBE」TUBE[8]

### 企画賞
- 『VOCALIST 1〜6』德永英明
- 『心と体を整える〜愛の周波数528Hz〜』『自律神経を整える音の処方箋〜愛の周波数528Hz〜』ACOON HIBINO
- 『高見沢俊彦プロデュース　ウルトラヒーローソング列伝』Takamiy/つるの剛士/DAIGO/宮野真守/THE ALFEE/ボイジャー[注 2]
- 『なかにし礼と12人の女優たち』常盤貴子/水谷八重子/南野陽子/平淑恵/浅丘ルリ子/桃井かおり/泉ピン子/佐久間良子/高島礼子/草笛光子/大竹しのぶ/黒柳徹子
- 『平和元年』元ちとせ
- 『松本隆 作詞活動四十五周年トリビュート 風街であひませう』
- 『八奏絵巻』和楽器バンド
- 『Request』『Request II』JUJU
- 『River Boat Song -Future Trax-』朝倉さや

### 功労賞
- 五木寛之
- 菊池俊輔
- 小林亜星
- 布施明
- 美川憲一

### 特別功労賞
- 江藤勲（ベーシスト）
- 加瀬邦彦（ザ・ワイルドワンズ・リーダー、ギタリスト、作曲家）
- 菅原やすのり（歌手）
- 只野通泰（作曲家）
- ちあき哲也（作詞家）
- 三島大輔（作曲家）

### 日本作曲家協会奨励賞
- 石川さゆり
- 山内惠介

### 特別賞
- クマムシ「あったかいんだからぁ♪」
- 福山雅治

### 作曲賞
- つんく♂「うまれてきてくれて ありがとう」（歌唱：クミコ）[10]

### 作詞賞
- 喜多條忠「スポットライト」（歌唱：山内恵介）、「横濱の踊り子」（歌唱：北川大介）

### 編曲賞
- 亀田誠治「あなた」（歌唱：いきものがかり）、「瞳」（歌唱：大原櫻子）

## ゲスト
- ピース（綾部祐二、又吉直樹） - 新人賞受賞作品発表時に応援ゲストとして出演。
- とにかく明るい安村、パパイヤ鈴木 - 作詞賞受賞作品「横濱の踊り子」歌唱時にダンサーとして出演。
- ウルトラマン、ウルトラセブン、ウルトラマンタロウ、ウルトラマンダイナ、ウルトラマンゼロ、ダダ、バルタン星人、ゼットン - ウルトラシリーズのキャラクター。「ウルトラマン・レコ大SPメドレー」歌唱時にダンサーとして出演。

## スタッフ

### 主要スタッフ
- ナレーション：ジョン・カビラ
- 音楽
  - 編曲／演奏／指揮：宮下博次、三宅一徳、島田昌典、冨田ラボ・冨田惠一、本間昭光、坂本昌之
- 振り付け：パパイヤ鈴木、EBATO

### 新国立劇場
- TM・照明デザイン：近藤明人
- TP：原田幸治、高岡崇靖
- TD：山下直、寺尾昭彦
- 美術プロデューサー：山口智広
- 美術デザイナー：太田卓志
- 美術制作：川崎光紘、与田滋

### 新国立・中劇場フロアスタッフ
- MC担当：金原将公、高宮望、時松隆吉、岩本啓助

### 劇場内中継
- VE：渡辺州美雄
- カメラ：中島純
- ディレクター：矢作克也
- プロデューサー／演出：安永洋平

### OAサブ
- TD：伊藤修
- VTR担当：清宮嘉浩、前島隆昭、有田直美、鵤晴美
- 演出：樋江井彰敏
- 技術協力：東通、TBSテックス、MBS、rkb、OBS、KUTV、ティエルシー、エヌ・エス・ティー、TAMCO、アックス、テクト、ラ・ルーチェ、NEXION、Wvision inc.、PRG、SJP inc、MTplanning、三穂電機、TwitterJapan
- 資料協力：CANシステム、USEN、レコチョク
- 協力：新国立劇場運営財団
- 構成：伊藤正宏、中野俊成／小泉泰成、高橋秀一、清隼一郎
- 編成：岸田大輔、中島啓介
- AP：鹿渡弘之、神田祐子、佐藤誠子／原田康弘
- 制作協力：BMC
- 制作進行：熊倉哲央
- 制作スタッフ：大井田遼太、橘信吾、桑村洋史、久米慶一郎、長谷川和音、廣岡淳也、大原拓真、加藤亜季子、松本凌、奥畑冴、小関美保子、高川浩子／稲見亜矢
- 舞台監督：加藤丈博／植木修一
- ライブ演出：柴田猛司
- 総合演出：伊藤雄介
- プロデューサー：片山剛、大木真太郎
- 制作プロデューサー：落合芳行
- 製作著作：TBS